# Guido Bonacossi
Pour les autres membres de la famille, voir Bonacossi.

Blason : de gueules, à trois fasces d'or

Guido Bonacossi ou Bonacolsi dit Botticella, mort à Mantoue le 24 janvier 1309, était un membre de la famille des Bonacossi. Il fut seigneur de la ville de Mantoue en Italie de 1299 à 1309.
Fils de Giovanni Gambagrossa Bonacossi, un frère cadet de Bardellone Bonacossi qui dirigeait Mantoue depuis 1291, il contraignit son oncle à abdiquer le 2 juillet 1299 et le remplaça au capitanat général perpétuel de la cité.
Il eut, pour première épouse, Franceschina de la famille Maggi de Brescia avec laquelle il n'eut pas de descendance puis, en 1299, Costanza, fille d'Alberto della Scala seigneur de Vérone, qui lui donna deux filles, Agnese et Fiordiligi (Fleur-de-lys ?).
À sa mort, en 1309, son frère cadet Rinaldo dit il Passerino lui succéda.